# トップをねらえ! NeXT GENERATION
『トップをねらえ! NeXT GENERATION』 (トップをねらえ! ネクストジェネレーション) は、ガイナックスのOVA作品『トップをねらえ!』のスピンオフとして発表されたメディアミックス作品。漫画・小説作品の媒体で展開された。

## 概要
本編最終話においてタカヤ・ノリコ達トップ部隊が銀河中心へ旅立ってから数百年後、科学技術が衰退した地球軍と地球からシリウス星系へ移住し「理力」と呼ばれる精神エネルギーを使う技術を身につけたシリウス軍の人間同士の戦いが続く時代（西暦2489年以降）を描いた続編シリーズ。
小説や漫画など複数の媒体で異なる年代のストーリーを展開する年代記形式だったが、永らく未完のまま頓挫している。タイトルロゴが「NeXT」とeだけ小文字なのは「NeXTコンピュータ」に由来するが、作品内では特に意味はない。

## 前作からの登場人物
ユング・フロイト
漫画版2作に登場。地球帰還後の西暦2245年に銀河連邦初代大統領に就任し、コールドスリープによって眠りについている。
『グレートアトラクター編』では謎の覆面コーチXとしてマリナとジュンに特訓を施した。
タシロ・タツミ
漫画版2作に登場。地球帰還後にユングらと共にクーデターを起こし銀河連邦を建国した。殴り込み艦隊の功績により、「軍神」と称される。
副長
漫画版2作に登場。詳細は不明だが、ヱルトリウムのコンピュータ人格になっている。
タカヤ・ノリコ、アマノ・カズミ
宇宙怪獣との最終決戦の際に12,000年後へと飛ばされたが、その業績は地球において英雄視されており、彼女達を模った銅像が建てられていたり、ノンフィクションドラマが放映されるなどされている。また、パイロット達からは「イナズマのノリコ」「バラの女王カズミ」と呼ばれている。
『発掘戦艦アレクシオン編』では僅かながら、時空の狭間を漂っているガンバスターの姿が描かれている。

## 漫画作品

### トップをねらえ! NEXT GENERATION 〜発掘戦艦アレクシオン編〜
漫画：矢野健太郎、原作：岡田斗司夫、協力：山口宏。『コミック・ガンバスター』1巻にプロローグが掲載された後、バンダイ出版課『サイバーコミックス』のNo.011 - 022で連載された。全8話。
舞台は西暦2489 - 2499年。『NeXT GENERATION』の第1シリーズ。本来は「タンホイザー編」として開始されたが、連載打ち切りによりプロット中盤のアレクシオン発進で終了となったため、単行本収録時に現在のサブタイトルとなる。 
2011年からJコミ（現：マンガ図書館Z）で全編が無料掲載された。2020年現在も公開されている。

#### 登場人物
タケシ・サワムラ
『発掘戦艦アレクシオン編』の主人公。銀河連邦所属の軍人で、父親がシリウス星系からの亡命者である二世。それ故、幼少期に迫害に苦しめられた過去を持つ。辺境警備隊から地球のS・TOP部隊へと編入されるが、その中でマイクとジェニーの活動に巻き込まれ、ワープ航法で10年後の未来に飛ばされる。
マイク・ロフト
S・TOP部隊に編入されたプレアデス方面のエースで、階級は少尉。その正体は、宇宙意思グレートアトラクターによって地球人類の調査を目的に派遣された、人間型に擬態した自爆型宇宙怪獣。マイクとジェニーは究極進化形態の反陽子爆弾生物であり、爆発すればオリオン腕から銀河中心方面までを消し去ることも可能。地球人類とは異なる感性故に、他者の前でも平然を衣服を脱ぐことが多い。かつてのカルネアデス計画におけるヱルトリウム艦隊と宇宙怪獣との戦闘で両親の宇宙怪獣を失っている。タケシと共に発掘戦艦アレクシオンを巡る騒動に巻き込まれてしまう。
ジェニー・カール
S・TOP部隊に編入されたプレアデス方面のエースで、階級は少尉。その正体はマイク同様、地球人類に擬態した自爆型宇宙怪獣。
パイル・ジェニスン
S・TOP部隊の一員。サウスθ方面軍のエースで、タケシとは仲の良い同僚だったが、マイクとジェニーがS・TOP部隊から逃走を図った際に重傷を負い、顔の一部をサイボーグ化せざるを得なくなる。10年後の西暦2499年時点ではS・TOP部隊の隊長を務めている。
ボルヘス
宇宙海賊「ボルヘス一家」のボス。目の前に偶然、ワープアウトしてきたタケシ達を利用して、アレクシオン奪取を目論む。コミカルな表情も多いが、海賊らしく非情で大胆な性格をしており、得意の海賊戦法でパイルが指揮を執る「バーミリオン」を刺し違える形で大破させた。

#### 書籍情報
1. 1991年9月発売 ISBN 978-4891891480

### トップをねらえ! NeXT GENERATION
漫画：そうま竜也、原作：GAINAX、渡辺満里夫兄弟。『コンプティーク』にて1989年から連載された。全17話。
舞台は西暦2489年。『グレートアトラクター編』とされる。2007年3月に上下巻で初の単行本化が実現したが、諸般の事情から未だ完結部分の原稿は執筆・収録されておらず、下巻収録のインタビュー中でラストシーンの内容（ノリコの地球帰還直前）が語られるという形式をとっている。初期の構想ではノリコの地球帰還後の話となっていた。 

#### 登場人物
ハヤミ・マリナ
『グレートアトラクター編』の主人公。銀河連邦軍付属沖縄宇宙高等学校第7分校1年所属の15歳。天然ボケで遅刻の常習犯だが、シリウス本星に眠っていたグレートガンバスターのパイロットとして選ばれる。
アラシ・ジュン
銀河連邦軍付属沖縄宇宙高等学校第7分校1年所属の18歳。マリナのパートナーとしてグレートガンバスターに搭乗する。高飛車でわがままな性格。
ムラマサ・スズコ
銀河連邦軍付属沖縄宇宙高等学校第7分校1年所属の16歳。オペレーターとしてマリナとジュンをサポートする。一人称は「俺」で、男性的な言葉遣いだが、性格は女性的。ゴーグルがトレードマーク。
タクナ・セドウ
シリウス軍のスパイ。街中でマリナとぶつかった事がきっかけで、相思相愛となる。剃髪しており、マリナからは「若ハゲ様」と呼ばれている。

#### 書籍情報
1. 2007年3月27日発売（電撃コミックス） ISBN 978-4840237826
2. 2007年3月27日発売（電撃コミックス） ISBN 978-4840238304

## 小説作品

### トップをねらえ! ネクストジェネレーション
作者：苑崎透、表紙イラスト：美樹本晴彦、本文イラスト：ヤマブキショウマ、メカデザイン：今南二。1990年に勁文社より刊行された。
舞台は西暦2103年。シリーズの中では最もOVA本編に近い時代を舞台としており、現時点で唯一完結を果たした作品でもある。後にムック本『トップをねらえ! Next GENERATION Easter』（ISBN 978-4844359180）にも加筆修正を施して再録された。

#### 登場人物
アレナス・F
小説版の主人公。地球帝国辺境星域方面軍、特殊機動部隊所属のパイロット。かつて地球を救ったノリコとカズミに憧れている。宇宙怪獣の巣窟となったツインヱクセリヲン級重戦艦でダグと行動を共にする最中、遺されていたガンバスター改級を共に駆ることとなる。
シシュフール・ファダンリルルト・ダグリナート
シリウス星系側の戦闘員（魔法使い）。長い本名は「偉大なる理力使いシシュの子、栄光に包まれたダグ」という意味であり、通称はダグ。アレナスと共にガンバスター改級を動かす。

#### 書籍情報
1. 1990年7月発売（ケイブンシャノベルス） ISBN 978-4766912319

## その他

### 読者参加ゲーム
『トップをねらえ! NeXT GENERATION』 の題で、『コンプティーク』誌上の読者参加ゲームの続編が行われた。銀河連邦vsシリウス同盟の対戦を題材としている。
ゲームの途中において、銀河連邦の第一艦隊には「エクセリヲン級発掘戦艦（艦名「フェルディオン」）」が、そしてシリウス同盟の第一艦隊には「マンダラ級大戦艦（艦名は不明）」がそれぞれ加わるイベントが起きた。だが、銀河連邦はシリウス同盟の要塞を破壊する為にフェルディオンを自沈させブラックホールを作り、それによって目論み通り要塞を破壊したものの、ブラックホールと理力の相互作用で連邦側も同盟側も重要な宙域の行き来が出来なくなったという形でこのゲームは終了となった。
この読者参加企画の開始（第一回）のコンプティーク誌に、この読者参加企画の記念小冊子が付いており、その付録において（正式では無く読者参加企画内の）世界設定では、銀河連邦側はバーナード星系などの古参の星系が政治権力を完全に握っているので新興星系の脱退が相次いでいる事、シリウス同盟側では政治権力を握る為の暗殺戦争が続いている事が問題だと書かれている。

## 用語
銀河連邦
殴り込み艦隊とバスターマシーン3号の建造に総力を注いだ事により全ての面で疲弊したため力も技術も衰えてしまい、るくしおん級戦艦を建造するのが限界となった上にシリウス同盟との戦争状態となっている地球帝国を、西暦2245年、地球に帰還した銀河中心殴り込み艦隊がクーデターで倒して建国した星間国家。初代大統領にはユング・フロイトが選出された。建国当初はシリウス同盟との和平を模索するも適わず、シリウス同盟との戦争状態が継続している。
シリウス同盟
バスターマシン3号が地球を出発した後に、地球からの脱出を図った人々がシリウス星系を中心に形成した星間国家。惑星への植民に成功した時に見つかった古代遺跡を調査したところ、（彼らの主張としては）人類はこの惑星が発祥の地と判明したので母星は「真・地球」を名乗っている。だがそれを切っ掛けに地球帝国からの弾圧を受け、対抗・独立のためにシリウス同盟を立ち上げた。当初は劣勢だったが、遺跡の調査で得た「理力」により力を付け、膠着状態に持ち込んでいる。
タンホイザー1
カルネアデス計画の最終決戦で発生した超巨大ブラックホールの名称。
S-TOP部隊
「セカンダリー・トップ」部隊の略称で、かつてのトップ部隊にあやかって創設された。

### 登場メカ
『NeXT GENERATION』で登場したメカについて解説する。
グレートガンバスター
『グレートアトラクター編』に登場。
マイクロガンバスター
『グレートアトラクター編』に登場。
シズラー黒改
『グレートアトラクター編』に登場。
RX-7
『トップをねらえ!』にて主力兵器となっていたマシーン兵器。『発掘戦艦アレクシオン編』（技術力が衰退している時代）では操縦法すら失われ、「過去の遺物」として博物館に展示されるに止まっている。
読者参加ゲームでは衰退した技術にあわせて改装され、複座式となっている。その戦闘能力は改装前とは比べるべくもないほど劣っているとされる。
RX-9
小説版『ネクストジェネレーション』に登場するマシーン兵器。RX-7の後継機種として開発され、銀河中心殴り込み艦隊に配備される。のち、宇宙怪獣に支配されたツインエクセリオン級の中で発見された。
バーミリオン
『発掘戦艦アレクシオン編』に登場。2489年代におけるS-TOP部隊の旗艦で、ツインヱクセリオン級の発掘艦。状態が比較的良好だったようで、旧時代の性能をほぼ保っている。ライクーダと相討ちに近い形で大破する。
ライクーダ
『発掘戦艦アレクシオン編』に登場。宇宙海賊「ボルヘス一家」が所有する海賊船。見た目はマックスウェル級の船体を継ぎ接ぎしたオンボロ船だが、その姿は偽装で、内部には旧時代の軍艦に匹敵する性能を持つ戦闘艦を隠し持っており、海賊の技術力の高さを物語っている。バーミリオンと相討ちになって大破するが、その状態でも大気圏突入能力を有していた。
サンダーセプター
『発掘戦艦アレクシオン編』に登場。2489年代における主力戦闘機で、火力を重視した設計となっている。
サンダーセプター改
『発掘戦艦アレクシオン編』に登場。タケシ達が乗り込んでいたサンダーセプターを、ボルヘス一家が2機分のパーツを組み合わせた上で改造した重戦闘機。3人乗りで3機に分離する事が可能で、元の機体を大きく上回る性能を持つ。
イーグルアイ
『発掘戦艦アレクシオン編』に登場。サンダーセプターの後継機で、機動力を重視している。
ゴフホウ級重巡洋艦
シリウス同盟の主力艦。火力を重視しており、艦首部分にレーザーを集中配備している。
シンダラ級フリゲート艦
シリウス同盟の主力艦。複数の艦が集まる事で理力陣を張る。
マハール級戦闘機
シリウス同盟の主力戦闘機。パイロットの「理力」で稼動しており、パイロットの能力次第では機体の性能限界を超える能力を発揮する事もある。